# Disney Channel (Australie et Nouvelle-Zélande)
Disney Channel Australie et Nouvelle-Zélande est la chaîne de télévision australienne et néo-zélandaise de Disney Channel et est diffusée en Australie analogique par OptusVision depuis juin 1996. À partir de 2001, la société TransACT a diffusé la chaîne en numérique sur son offre TransTV Digital. À partir de 2002 ce sont Foxtel et Austar qui proposent la chaîne sur le satellite. En Nouvelle-Zélande, elle était diffusée sur Sky.
Le 29 décembre 2005, Disney Channel a lancé Playhouse Disney en Australie sur Foxtel, Austar et Optus Television en Australie et sur Sky en Nouvelle-Zélande. Le 29 mai 2011, elle est renommée Disney Junior.
Le  10 avril 2014, Disney XD est lancée.
En 2017, la chaîne produit l'émission quotidienne Hanging With (en) de 30 minutes diffusée à 16 h 30, avec des invités en studio.
Disney XD est arrêtée le 9 janvier 2019 mais reste disponible à la demande et ses émissions sont reportées sur Disney Channel.
L'arrivée de Disney+ en Océanie marque la fin des chaînes Disney en Australie et Nouvelle-Zélande avec l'arrêt de Disney Channel et Disney Junior le 30 novembre 2019 en Nouvelle-Zélande puis le 30 avril 2020 en Australie.

## en externe
(en) Site officiel